# Chronica Caesaraugustana
Chronica Caesaraugustana o Crónica de Zaragoza son unas anotaciones marginales 
presentes en las crónicas de Víctor de Tunnuna y de Juan de Biclaro. De un total de 35 anotaciones, todas, a excepción de la última están presentes en la crónica de Víctor. La datación de estas anotaciones abarcan desde el siglo VII hasta mediados del siglo VIII. Inicialmente estas anotaciones se consideró que eran los restos de una crónica perdida atribuida al arzobispo Máximo de Zaragoza. Otros autores consideran estas anotaciones como extractos basados en uno o varios fastos consulares tardorromanos. Otra hipótesis apunta a la Chronica Caesaraugustana como una compilación heterogénea de autores y fuentes redactadas en la Tarraconense como información complementaria de un texto cronístico.